# Liezi
Liezi (kinesiska: 列子, pinyin: Lièzi, "Mäster Lie") är en daoistisk klassiker traditionellt tillskriven den ca 400 f.Kr. verksamme filosofen Lie Yukou, men antagligen tillkommen först åtta hundra år senare, på 400-talet. Liezi blev upptagen som en daoistisk kanonisk skrift under Tangdynastin.